# تیم ملی فوتسال لیتوانی
تیم ملی فوتسال لیتوانی نماینده لیتوانی در مسابقات بین‌المللی فوتسال و یکی از تیم‌های فوتسال اروپایی است.